# مركز التواصل والاستشراف المعرفي
التواصل والاستشراف المعرفي، هو مركز حكومي يرتبط تنظيميًا بالديوان الملكي السعودي، ويتمتع بشخصية مستقلة ماديًا، يهدف إلى جمع كل المعلومات الإعلامية وتحليلها وحصر الدراسات والبحوث التي تتعلق بالمملكة، والقضايا والظواهر السياسية والاجتماعية والاقتصادية المحلية والدولية، ومعرفة مدى تأثيرها الإيجابي والسلبي على صورة المملكة والتعامل معها، مقره الرياض، أنشئ بأمر ملكي عام 2018.

## أهدافه
- متابعة القضايا في كافة المجالات التي قد تؤثر على صورة المملكة، وتحليلها وتقديم مقترحات للتعامل معها.
- تعزيز التواصل المباشر مع كافة وسائل الإعلام، لتزويدهم بالمعلومات الصحيحة.
- عقد شراكات واتفاقيات بين المركز والأجهزة الحكومية.
- الاستفادة من القدرات الوطنية المميزة بتوظيفها في خدمة مجالات عمل المركز.
- عمل استطلاع عن اتجاهات الرأي العام وقياس مدى تأثير سير الأحداث.
- إنشاء مراكز متخصصة في مجال عمل المركز.
- تأسيس شركات مختصة بالمركز أو المساهمة في تأسيسها.
- إعداد برامج وتطويرها لخدمة مجالات التواصل المتنوعة.
- التواصل مع قنوات الرأي العام المحلية والدولية، عبر مختلف وسائل الإعلام.
- الاستعانة بمراكز البحوث والاستشارات عن طريق توقيع اتفاقيات وعقود، لخدمة مجال عمل المركز.
- بناء قاعدة بيانات للمجالات التي تخدم أهداف المركز، وجعلها متاحة إلكترونيًا للرأي العام.
- إقامة اللقاءات والمؤتمرات وجلسات النقاش بالتعاون مع الجامعات والجهات المتخصصة.[4]
- تقديم خدمات بمقابل مالي، للقطاع العام والخاص.[5][6]